# Kurt Nowotny
Kurt Nowotny (né le 1er décembre 1908 à Heynitz, décédé le 1er juin 1984) est un architecte allemand qui a construit de nombreux bâtiments de postes et télécommunication en République démocratique allemande.

## Vie et œuvre
Kurt Nowotny est le fils d'un serrurier. Après l'école élémentaire, il apprend le métier de menuisier et charpentier. Puis, de 1928 à 1931, il suit des cours à l’Akademie für Kunstgewerbe (académie des métiers d'art) à Dresde, et finit par des études, jusqu'en 1933, à l’Akademie der bildenden Künste (académie des arts plastiques) où il est notamment élève de l'architecte Wilhelm Kreis (1873–1955).
À partir de 1934, Nowotny travaille comme assistant dans le bureau d'architecte de Fritz Steudtner. De 1936 à 1938, il est chargé de la planification d'un aéroport à Weimar pour le compte de la section de Dresde (Luftgaukommando Dresden) de la Luftwaffe. Il quitte ensuite le bureau d'architecte pour un emploi au Ministère du Reich aux Postes à Chemnitz. Avant son incorporation au service militaire en 1942 il crée des projets non finalisés pour un bureau de poste à Zschopau (1938–1941) et une gare postale à Chemnitz (1939–1941).
À la fin de la Seconde Guerre mondiale et jusqu'en 1950, Nowotny travaille comme directeur de chantier et constructeur en Urss. À son retour en Allemagne il devient l'architecte en chef au ministère des Postes et des Télécommunications de la RDA. Il occupe cette position jusqu'à son départ en retraite en 1972. Dans les années 1950 il soumissionne de nombreux projets à des concours, parmi lesquels un projet pour l'école d’ingénieurs en postes et télécommunications de Leipzig (1951–1953), des projets de jardins d'enfants à Görlitz, Radeberg et Dresde (1952–1956), ainsi que pour une tour de télévision à Roitzsch, dans la commune de Trossin (1955-56).
D'autres projets de Nowotny sont les plans pour une école primaire à Bautzen (1950), le centre culturel de l'aciérie de Brandebourg-sur-la-Havel (1952) et pour la tour de télévision de Müggelberge (1954).
Les constructions de l’architecte qui ont été réalisées sont la tour hertzienne de Wilsdruff, construite en collaboration avec Heinrich Schwabe et Erika Lindner en 1956 ainsi que le bureau des postes de Bärenfels, un quartier de Altenberg en 1962. Suivent des projets d'envergure avec les bureaux de postes principaux de Dresde-Neustadt (de) et de Leipzig. Au bâtiment de Dresde est construit en coopération avec Wolfram Starke et Günter Biermann. Le bureau principal de Chemnitz (1967) et le complexe postal à Rostock (1966) ont été bien été construit, mais dans une forme autre que celle prévue par Nowotny.
Les projets de Kurt Nowotny les plus spectaculaires sont les deux tours de télévision construites en 1964 : la tour de Dresden-Wachwitz (de) et l'émetteur de Kulpenberg (de) dans les montagnes de Kyffhäuser.

## Distinctions
En tant qu'architecte des postes et télécommunications, Nowotny a été distingué plusieurs fois au titre des ministères concernés. En 1964, il a reçu la médaille du Mérite de la RDA et en 1965 le prix d'art de la ville de Leipzig (de).

## Écrits
- « Stahlbetontürme für Funkzwecke », Architektur der DDR, no 9,‎ 1964, p. 536-537
- « Bauten der Deutschen Post », Deutsche Architektur, no 2,‎ 1965, p. 82–106

## Constructions (sélection)
- 1961–1964 : Poste principale de Leipzig (de)
- 1962–1964 : Poste principale (de), Dresde–Neustadt
- 1964–1969 : Tour de télévision (de) à Dresde
- 1964 : Émetteur hertzien (de) à Kulpenberg dans les montagnes de Kyffhäuser

Œuvres principales de l'architecte Kurt Nowotny
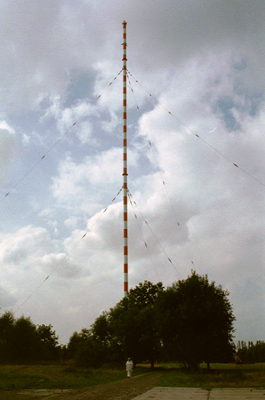
Émetteur de Wilsdruff.
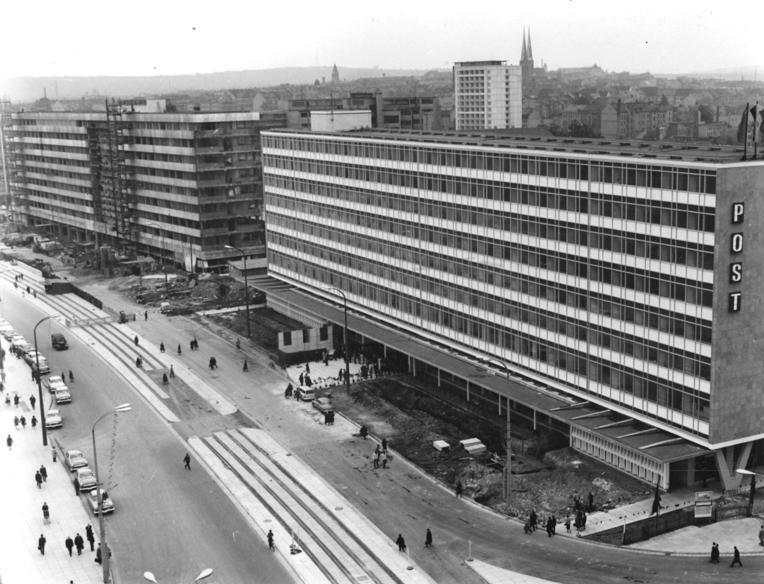
Poste principale de Chemnitz.
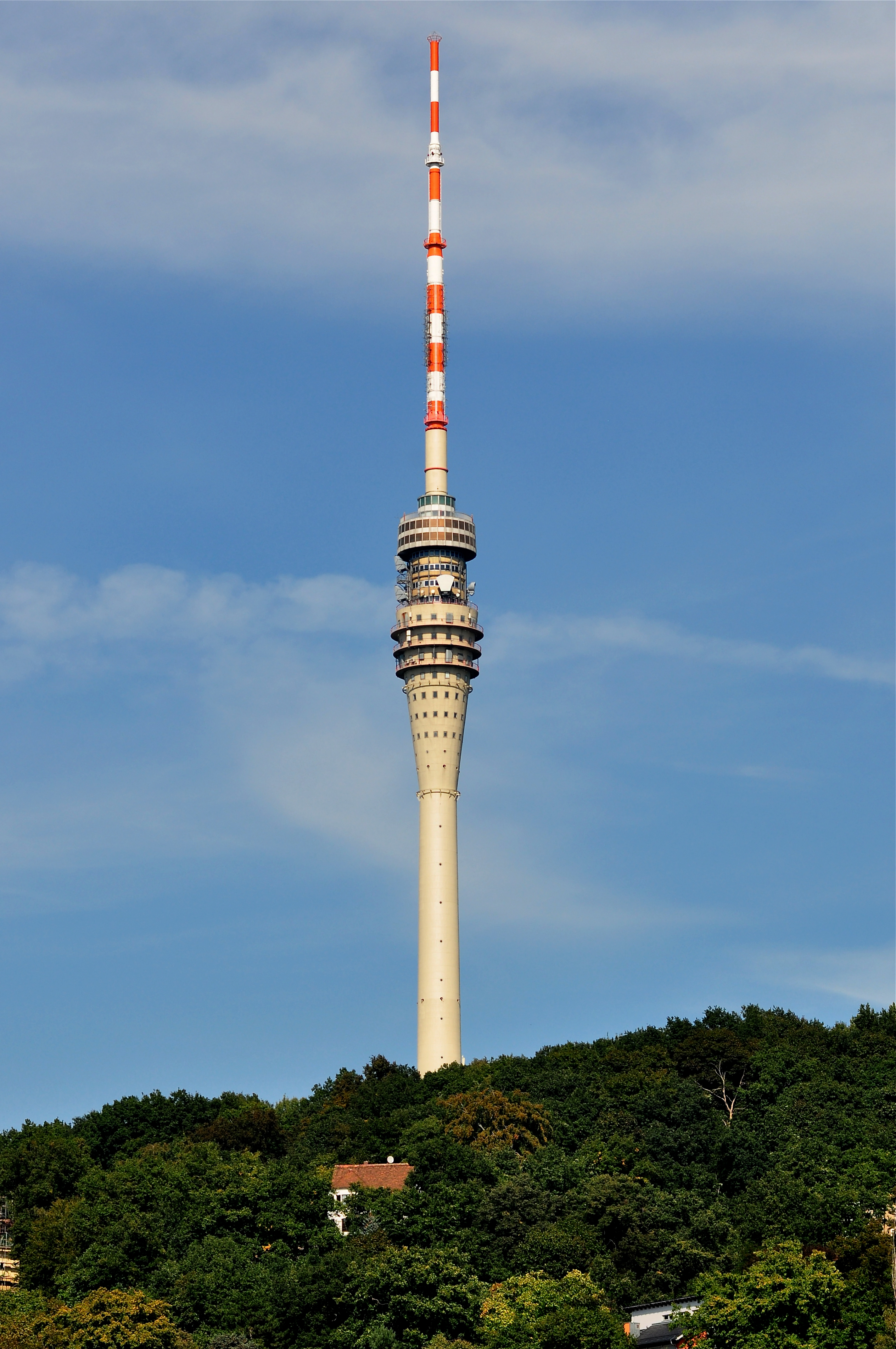
Tour de télévision. Dresde.
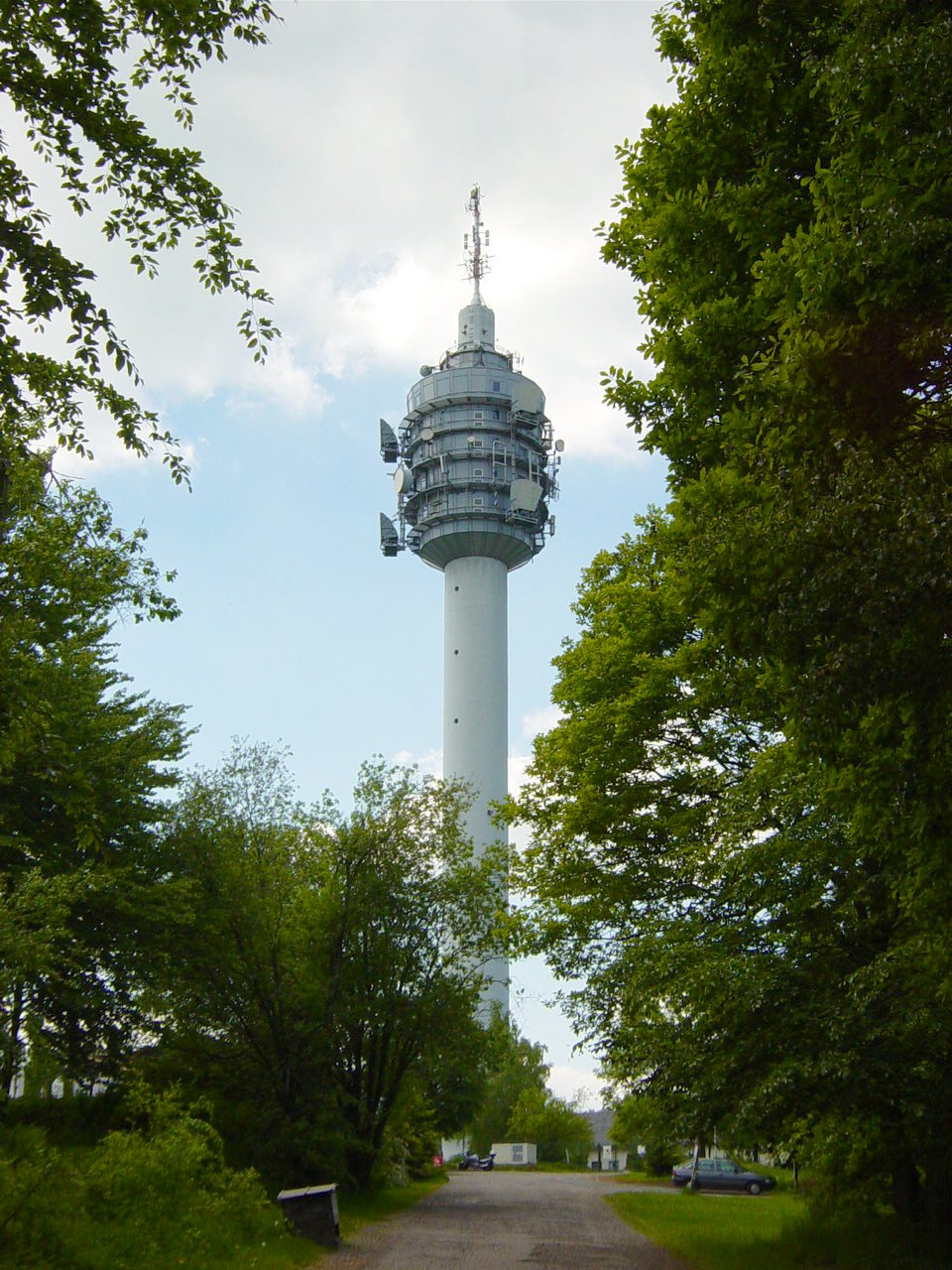
Émetteur de Kulpenberg.
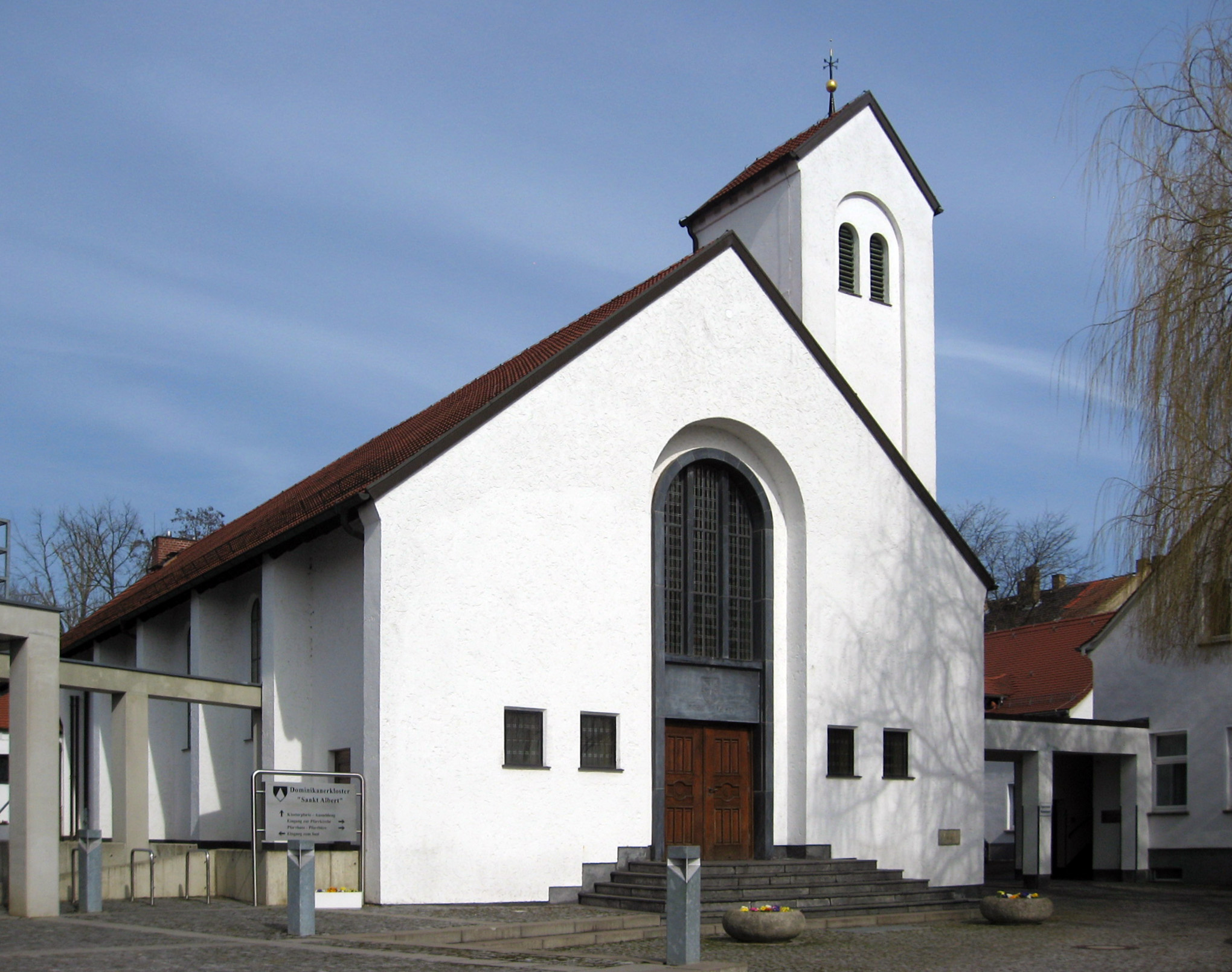
Mais aussi : église paroissiale Saint-Albert, Leipzig (intérieur).